# 單鼻袋蟾魚
單鼻袋蟾魚（学名：Perulibatrachus rossignoli），為輻鰭魚綱蟾魚目蟾魚科的其中一種，分布於東大西洋區，從迦納至納米比亞海域，棲息深度可達100公尺，體棕色，腹部顏色較淡，體側具有數條褐色交叉的橫帶，頭部有時候會有深色斑點，體長可達40公分，為底棲性魚類，生活在大陸棚，屬肉食性，以甲殼類為食，可作為食用魚。